# آلبرتو آمان
آلبرتو آمان (اسپانیایی: Alberto Ammann‎؛ زادهٔ ۱۹۷۸) بازیگر اهل آرژانتین است.
از فیلم‌ها یا برنامه‌های تلویزیونی که وی در آن نقش داشته است، می‌توان به دیسکو، ایبیزا، لوکومیا، رساله‌ای درباره یک قتل، نارکوها، ماینداسکیپ و سلول ۲۱۱ اشاره کرد.